# Eugène Caillaux
Eugène Alexandre Caillaux (ur. 10 września 1822 w Orleanie, zm. 8 sierpnia 1896 w Paryżu) − francuski inżynier, polityk, minister.

## Życiorys
Ukończył École Polytechnique i École nationale des ponts et chaussées. Od 22 maja 1874 do 9 marca 1876 był ministrem pracy w rządach: Cisseya, Buffeta i w drugim gabinecie Dufaurego. A od 17 maja 1877 do 23 listopada 1877 był ministrem finansów w trzecim gabinecie Brogliego.
Jego synem był polityk, minister i premier Joseph Caillaux.